# Сапиола, Франко
Франко Сапиола Ямартино (исп. Franco Zapiola Yamartino; род. 19 февраля 2001, Magdalena, Буэнос-Айрес) — аргентинский футболист, полузащитник клуба «Эстудиантес».

## Клубная карьера
Сапиола — воспитанник клуба «Эстудиантес». 17 июля 2021 года в матче против «Атлетико Сармьенто» он дебютировал в аргентинской Примере. 2 апреля 2022 года в поединке против «Годой-Крус» Франко забил свой первый гол за «Эстудиантес». В матчах Кубка Либертадорес против бразильской «Форталезы» и «Велес Сарсфилд» он забил по голу.